# Glycyrrhiza
Glycyrrhiza és un gènere de plantes angiospermes de la família de les fabàcies (Fabaceae). Són plantes natives d'Europa, el nord d'Àfrica, Àsia, Austràlia, Amèrica del Nord i el sud s'Amèrica del Sud. La regalèssia n'és el membre més conegut i Glycyrrhiza uraliensis es fa servir en la medicina xinesa tradicional.

## Taxonomia
Aquest gènere va ser validat per la seva publicació l'any 1753 al segon volum de l'obra Species Plantarum del botànic suec Carl von Linné (1707-1778). Tanmateix el nom és molt antic i de vegades el botànic francès Joseph Pitton de Tournefort (1656-1708) apareix citat com a exautor, "Glycyrrhiza Tourn. ex L.".

### Etimologia
El nom Glycyrrhiza prové del grec rhiza que significa arrel, i glykeros amb el significat de dolç, fent referència a aquesta característica de la planta.

### Espècies
Dins del gènere Glycyrrhiza es reconeixen les 16 espècies següents:
- Glycyrrhiza acanthocarpa (Lindl.) J.M.Black
- Glycyrrhiza aspera Pall.
- Glycyrrhiza astragalina Gillies ex Hook. & Arn.
- Glycyrrhiza bucharica Regel
- Glycyrrhiza echinata L.
- Glycyrrhiza foetida Desf.
- Glycyrrhiza glabra L.
- Glycyrrhiza gontscharovii Maslenn.
- Glycyrrhiza inflata Batalin
- Glycyrrhiza lepidota Pursh
- Glycyrrhiza pallidiflora Maxim.
- Glycyrrhiza squamulosa Franch.
- Glycyrrhiza triphylla Fisch. & C.A.Mey.
- Glycyrrhiza uralensis Fisch. ex DC.
- Glycyrrhiza yunnanensis S.H.Cheng & L.K.Tai ex P.C.Li
- Glycyrrhiza zaissanica Serg.